# ویکتور اسکریپینک
ویکتور اسکریپینک (اوکراینی: Віктор Анатолійович Скрипник؛ زادهٔ ۱۹ نوامبر ۱۹۶۹) بازیکن فوتبال اهل اوکراین است.
از باشگاه‌هایی که در آن بازی کرده‌است می‌توان به باشگاه ورزشی وردر برمن، باشگاه فوتبال دنیپرو، و باشگاه فوتبال متالورگ زاپروژیا اشاره کرد.
وی همچنین در تیم ملی فوتبال اوکراین بازی کرده‌است.